# East Bedlington
East Bedlington – civil parish w Anglii, w hrabstwie Northumberland. W 2011 civil parish liczyła 8519 mieszkańców. W obszar civil parish wchodzą także North Blyth, Cambois, East Sleekburn i Bedlington Station.